# Frank Fang
Frank F. Fang (* 11. September 1930 in Peking) ist ein chinesisch-US-amerikanischer Festkörperphysiker. Er war Teil des Teams, dem 1966 der Nachweis eines zweidimensionalen Elektronengases und dessen Quanteneigenschaften in Halbleitern gelang.
Fang studierte an der Staatlichen Universität Taiwan mit dem Bachelor-Abschluss 1951 und an der University of Notre Dame mit dem Master-Abschluss 1954. Er promovierte 1959 an der University of Illinois at Urbana-Champaign in Elektrotechnik. 1959/60 war er bei Boeing und ab 1960 forschte er bei IBM.
John Robert Schrieffer hatte 1956 Quanteneffekte beim Elektrontransport aufgrund der zweidimensionalen Geometrie in Metall-Isolator-Halbleiter-Strukturen (MOS) vorhergesagt, der Nachweis gelang aber erst Fang mit Alan B. Fowler, Phillip J. Stiles und Webster Eugene Howard bei IBM 1966 durch Anlegen starker Magnetfelder.
1982 wurde er Fellow der American Physical Society. 1984 wurde er IEEE Fellow für die Entdeckung und die Erklärung zweidimensionaler Eigenschaften von Silizium-Inversionsschichten und für Beiträge zur Erforschung von Halbleiterbauteilen. 1988 erhielt er mit Alan B. Fowler und Phillip J. Stiles den Oliver E. Buckley Condensed Matter Prize.
1981 erhielt er die Wetherill Medal des Franklin Institute mit Fowler, Howard, Stiles und Frank Stern (Stern und Howard gaben die theoretische Erklärung des Experiments von 1966).